# Horațiu Potra
Horațiu Potra est un mercenaire franco-roumain né en 1970 à Mediaș.

## Biographie
En 1988, sous le régime communiste, il a été admis à la faculté d’électrotechnique de Timisoara (polytechnique). Il abandonne les études en 1992 pour s'enrôler dans la Légion étrangère française.
Pendant la révolution de décembre 1989, il a activement participé aux événements de Timisoara dès le premier jour, à la manifestation devant le Conseil de Régional (samedi 16 décembre 1989). Le 17 décembre, il est présent au passage du Giroc dans la zone des blindés bloqués. Du 22 au 29 décembre, dans sa ville natale de Médias, il est présent à la mairie pour assurer la sécurité et l'ordre.
Militaire dans la Légion étrangère de l'armée française de 1992 à 1997, il devient, à la fin des années 1990, chef de la sécurité personnelle de l'émir du Qatar Hamad ben Khalifa Al Thani.
En 1995, Il participe au stage de Protection Rapprochée à l’école de Bruxelles dont il finit major[réf. nécessaire].
En 2002-2003, il est instructeur de la garde présidentielle du président Ange-Félix Patassé en République centrafricaine où il se lie avec les Tchadiens Mahamat Garfa et Mahamat Abbo Sileck, le Centrafricain Abdoulaye Miskine et le Congolais Jean-Pierre Bemba. Il intervient sous le pseudonyme « Lieutenant Henry ». Fait prisonnier par les hommes de François Bozizé, il réussit à s'échapper et est évacué par l'armée française.
Il fonde ensuite une société de sécurité privée, RALF-ROLE (Românii care au Activat în Legiunea Franceză - Roumanie Légion Étrangère) et se lance dans le commerce de diamant entre le Sierra Leone, Bruxelles, Anvers et Tel Aviv.
En 2009, il accueille le rebelle tchadien Mahamat Abbo Sileck dans un camp d'entrainement en Roumanie.
En 2009, il est diplômé de la faculté de droit Simion Barnutiu de Sibiu.
En 2010, il a été accusé de trafic de cannabis et d'armes, puis innocenté par la justice. La seule accusation valable est la possession d'armes sans permis.
En 2011, il obtient une maîtrise en lutte contre le terrorisme et gestion du crime, à l'Université Simion Barnutiu de Sibiu.
En 2012-2018, il est chef de la sécurité de la mine de Tonkolini de la société African Minerals Limited, près de Bumbuna au Sierra Leone.
Début 2012, il négocie avec le Tchadien Baba Laddé pour renverser François Bozizé et Idriss Déby.
Le 4 avril 2015, alors qu'il dirige la sécurité de la mine de manganèse de Tambao dans le nord du Burkina Faso, son employé Iulian Gherguț est enlevé et conduit dans le nord du Mali, enlèvement revendiqué par le groupe Al-Mourabitoune de Mokhtar Belmokhtar. Les deux hommes travaillaient dans les mines du milliardaire roumain Frank Timiș. Iulian Gherguț est libéré en août 2023 et rapatrié en Roumanie.
Fin 2016 début 2017, forme la garde présidentielle du président centrafricain Faustin Archange Touadera[réf. nécessaire].
En 2022 il devient dirigeant local de l'Alianței Pentru Patrie (Alliance pour la patrie), un parti nationaliste. Potra prône "une autre politique destinée aux Roumains et soutenir tout ce qui est autochtone et traditionnel", il s'oppose également au soutien à l'Ukraine.
À partir de novembre 2022 il intervient en République démocratique du Congo avec une centaine de ses hommes, Roumains, pour protéger la ville de Goma et plus particulièrement son aéroport face à l' offensive du M23 dans la region.